# Saison 2011-2012 du Stade brestois 29
Maillots
Dernière mise à jour : 9 août 2011.
Chronologie
Saison précédente Saison suivante
La saison 2011-2012 du Stade brestois 29, club de football français, voit le club évoluer en Ligue 1 pour la seconde saison depuis la montée en 2010.

## Déroulement de la saison

### Avant saison

#### Préparation de la saison
Le budget du club est en augmentation pour la seconde saison en Ligue 1 et s'élève à 27 millions d'euros.
À la suite de la 15e place au classement de Ligue 1, les droits audiovisuels du stade brestois pour la saison 2011/2012 s'élèvent finalement à 16,8 millions d'euros.
Le nombre d'abonnés est de 10 000 cette saison.
La reprise de l'entraînement a lieu le 30 juin, et un stage de préparation est planifié à Samoëns en Haute-Savoie du 4 au 11 juillet puis un second stage se déroule à Roscoff.

#### Matches de préparation
| Date         | Adversaire                               | Lieu           | Résultat | Buteurs Brest                      | Affluence | Rapport |
| 09 / 07 / 11 | SC Bastia (L2)                           | Samoëns        | 1 - 1    | Poyet 18e                          | 700       |         |
| 13 / 07 / 11 | EA Guingamp (L2)                         | Saint-Brieuc   | 0 - 2    |                                    | 3500      |         |
| 16 / 07 / 11 | FC Lorient (L1)                          | Concarneau     | 0 - 1    |                                    | 1400      |         |
| 18 / 07 / 11 | FC Nantes (L2)                           | Pleyber-Christ | 3 - 1    | Ayité 22e Guidileye 47e Mičola 67e | 2100      |         |
| 23 / 07 / 11 | FK Velež Mostar 1922 (Premijer Liga BiH) | Plougonven     | 1 - 1    | Baysse 25e                         | 2500      |         |
| 27 / 07 / 11 | Girondins de Bordeaux (L1)               | Pontivy        | 0 - 2    |                                    | 1500      |         |
| 30 / 07 / 11 | SM Caen (L1)                             | Ouistreham     | 2 - 1    | Roux 30e Baysse 83e                | 2000      |         |

### Poule Aller
La reprise du championnat a lieu le 6 août pour le Stade Brestois. Ils commenceront par jouer contre le promu, Evian-Thonon, champion de Ligue 2 en titre.

Ligue 1 2011-2012 - Cinquième journée - Paris SG vs Stade Brestois

### Trêve hivernale
Le transfert de l'attaquant brestois vedette Nolan Roux vers Lille est annoncé le 17 janvier 2012.

## Poule retour
Malgré une victoire à domicile contre l'Olympique de Marseille, le début de la poule retour s'avère très difficile, notamment en attaque à la suite du départ de Nolan Roux au mercato hivernal.
L'entraineur Alex Dupont est limogé le 26 avril 2012 après 6 défaites en 7 journées et est remplacé par le directeur sportif Corentin Martins pour les cinq derniers matchs de la saison.
Le stade brestois obtient finalement son maintien en Ligue 1 lors de la dernière journée grâce à un but de Issam Jemâa contre Evian.

## Transferts

### Été 2011
Dès la mi-mai Brest lève l'option d'achat pour le jeune défenseur en prêt Johan Martial. Yvan Bourgis met par ailleurs fin à sa carrière à la fin de la saison
Plusieurs joueurs quittent le club ; dès le 30 mai 2011, le départ de joueurs en fin de contrat est annoncé : Théophile N'Tamé, Thomas Cotty et Fodié Traoré. Le second gardien Gaëtan Deneuve quitte aussi le club tandis que Granddi Ngoyi retourne vers le PSG,. Anthony Bova signe son premier contrat à Beauvais (National).
Corentin Martins réalise un point sur les prolongations et les objectifs de recrutement le 2 juin 2011.
Le 9 juin dès le début officiel du mercato, le Stade Brestois annonce l'arrivée de 3 joueurs libres : Eden Ben Basat, John Jairo Culma et Lionel Cappone,. Le 22 juin, la prolongation de 3 ans du contrat de Brahim Ferradj est officialisée. Le 22 juillet 2011, Brest tient une nouvelle recrue: Tripy Makonda, jeune espoir du Paris-Saint-Germain. Après avoir espéré un départ vers Caen, Bruno Grougi prolonge finalement avec le Stade brestois de deux saisons.
L'attaquant vedette Nolan Roux, dont le transfert est le principal feuilleton de l'été du mercato brestois, et qui espère son départ vers Schalke 04, entame alors une grève de l'entrainement, des matchs amicaux de préparation (contre le FC Nantes) et n'est pas présent à la photographie pour le principal sponsor, il réintègre finalement le groupe lors du stage à Roscoff. Ousmane Mané et Pape Macou Sarr, jeunes joueurs de la sélection olympique sénégalaise, sont invités pour un essai de quinze jours. À la recherche d'un défenseur expérimenté pour compléter son effectif et compte tenu des blessures de longue durée de Omar Daf, Ahmed Kantari, Moïse Brou Apanga puis de Brahim Ferradj, le stade brestois annonce fin juillet l'arrivée de Jonathan Zebina.
L'arrivée de défenseur argentin Santiago Gentiletti achève le recrutement brestois.
Le troisième gardien de l'OL de la saison précédente, Joan Hartock, est mis à l'essai une semaine en août.
Détails des transferts de la période estivale - Départs :
| Joueur           | Nationalité | Poste             | Club               | Pays   | Division | ___                                                                         |
| Yvan Bourgis     | France      | Défénseur         |                    |        |          | Fin de carrière (Travaille désormais chez les jeunes du Stade)              |
| Théophile N'Tamé | Cameroun    | Défenseur         |                    |        |          | Fin de contrat - mis à l'essai par Châteauroux (L2) - infructueux           |
| Thomas Cotty     | France      | Défénseur         |                    |        |          | Fin de contrat - s'entraine avec Plabennec (CFA) puis rejoint US Concarneau |
| Fodié Traoré     | France      | Milieu de terrain | US Orléans         | France | National | Fin de contrat                                                              |
| Gaëtan Deneuve   | France      | Gardien           |                    |        |          |                                                                             |
| Granddi Ngoyi    | France      | Milieu de terrain | PSG                | France | Ligue 1  | retour de prêt au PSG puis FC Nantes en Ligue 2                             |
| Fílippos Dárlas  | Grèce       | arrière gauche    |                    |        |          | libéré de sa dernière année de contrat                                      |
| Benoît Bégoc     | France      | Défenseur         | Stade plabennecois | France | CFA      | Réserve SB29                                                                |
| Ibrahim Sacko    | France      | Milieu            | VAFC B             | France | CFA      | Réserve SB29 → contrat de stagiaire-professionnel VAFC                      |
| Anthony Bova     | France      | Attaquant         | AS Beauvais        | France | National | Réserve SB29 → Premier contrat                                              |

Détails des transferts de la période estivale - Arrivées :
| Joueur              | Nationalité      | Poste             | Club                 | Pays      | Division         | ___                                            |
| Dialo Guidileye     | France           | Milieu de terrain | ES Troyes AC         | France    | Ligue 2          | Retour de prêt                                 |
| Grégory Lorenzi     | France           | Défenseur         | AC Arles-Avignon     | France    | Ligue 1          | Retour de prêt                                 |
| Johan Martial       | France           | Défenseur         | Stade brestois       | France    | Ligue 1          | option d'achat levée (SC BAstia) 0,8 million € |
| Lionel Cappone      | France           | Gardien           | FC Lorient           | France    | Ligue 1          | libre                                          |
| Eden Ben Basat      | Israël           | Attaquant         | Hapoël Haïfa         | Israël    | Ligat Toto       | libre                                          |
| John Jairo Culma    | Colombie         | Milieu défensif   | Maccabi Haïfa        | Israël    | Ligat Toto       | libre                                          |
| Tripy Makonda       | France           | Arrière gauche    | PSG                  | France    | Ligue 1          | transfet 500 k€, 4 ans                         |
| Jonathan Zebina     | France           | Défenseur         | Brescia Calcio       | Italie    | Série A          | libre 1 an + 1 an en cas de maintien           |
| Santiago Gentiletti | Argentine Italie | Défenseur         | Argentinos Juniors   | Argentine | Primera División | prêt 1 an + option contrat 3 ans               |
| Joan Hartock        | France           | Gardien           | Olympique lyonnais B | France    | CFA              | libre - contrat 1 saison                       |

### Hiver 2012
Détails des transferts de la période estivale - Départs :
| Joueur         | Nationalité | Poste                  | Club       | Pays   | Division | ___                                        |
| Richard Soumah | Guinée      | Milieu offensif gauche | SCO Angers | France | Ligue 2  | prêt 6 mois                                |
| Nolan Roux     | France      | Attaquant              | LOSC       | France | Ligue 1  | transfert - 8 millions d'euros - 4 ans 1/2 |

Détails des transferts de la période estivale - Arrivées :
| Joueur              | Nationalité | Poste                           | Club       | Pays   | Division     | ___                                         |
| Abel Khaled         | France      | Milieu de terrain offensif      | SAS Épinal | France | National     | Contrat 2 ans 1/2                           |
| Alexandre Alphonse  | France      | Attaquant                       | FC Zurich  | Suisse | Super League | Contrat 2 ans 1/2 - transfert 500 000 euros |
| Abdoulwhaid Sissoko | France      | Milieu gauche / Milieu relayeur | Udinese    | Italie | Serie A      | Prêt 6 mois                                 |
| Issam Jemâa         | Tunisie     | Attaquant                       | AJ Auxerre | France | Ligue 1      | Prêt 6 mois option d'achat                  |

## Équipe type
Il s'agit de la formation la plus courante rencontrée en championnat (établie à partir du temps de jeu de chaque joueur).

### Première demi saison
mise à jour en date du : 31 décembre 2011 

## Effectif complet
L'effectif professionnel de la saison 2011-2012 est entraîné dans un premier temps par Alex Dupont. Le 26 avril 2012, Corentin Martins lui succède pour finir la saison.

## Dirigeants
- Président : Michel Guyot  France
- Directeur sportif : Corentin Martins  France

Autres membres du staff technique :
- Jean Le Guen, Intendant
- Miguel d'Agostino (en), Superviseur

## Rencontres de la saison

### Ligue 1
mise à jour en date du : 8 février 2012 
| Date          | Journée | Adversaire               | Lieu | Résultat | Buteurs Brest                         | Points | Place | Affluence | %remplissage | rapport |
| Matchs Aller  |         |                          |      |          |                                       |        |       |           |              |         |
| 06 / 08 / 11  | 1       | Évian Thonon Gaillard FC | dom. | 2-2      | Grougi 39e Lesoimier 44e              | 1      | 10e   | 13 910    | 89 %         |         |
| 13 / 08 / 11  | 2       | Valenciennes FC          | ext. | 0-0      |                                       | 2      | 10e   | 19 021    | 76 %         |         |
| 20 / 08 / 11  | 3       | Olympique lyonnais       | dom. | 1-1      | Lesoimier 12e                         | 3      | 13e   | 14 693    | 94 %         |         |
| 27 / 08 / 11  | 4       | OGC Nice                 | ext. | 0-0      |                                       | 4      | 15e   | 7 875     | 42 %         |         |
| 11 / 09 / 11  | 5       | Paris Saint-Germain      | ext. | 1-0      |                                       | 4      | 16e   | 40 134    | 85 %         |         |
| 17 / 09 / 11  | 6       | Montpellier HSC          | dom. | 2-2      | Ben Basat 70e Gentiletti 88e          | 5      | 16e   | 12 565    | 80 %         |         |
| 21 / 09 / 11  | 7       | Dijon FCO                | ext. | 1-0      |                                       | 5      | 18e   | 12 436    | 77 %         |         |
| 25 / 09 / 11  | 8       | AC Ajaccio               | dom. | 1-1      | Roux 61e                              | 6      | 18e   | 12 142    | 78 %         |         |
| 02 / 10 / 11  | 9       | Olympique de Marseille   | ext. | 1-1      | Poyet 5e                              | 7      | 17e   | 39 598    | 92 %         |         |
| 15 / 10 / 11  | 10      | SM Caen                  | dom. | 1-1      | Grougi 45e                            | 8      | 16e   | 12 760    | 82 %         |         |
| 22 / 10 / 11  | 11      | Girondins de Bordeaux    | ext. | 1-1      | Ben Basat 63e                         | 9      | 16e   | 16 428    | 47 %         |         |
| 29 / 10 / 11  | 12      | FC Lorient               | dom. | 3-1      | Touré 4e Grougi 35e 43e (pen.)        | 12     | 12e   | 14 421    | 92 %         |         |
| 06 / 11 / 11  | 13      | AS Nancy-Lorraine        | ext. | 2-1      | Lesoimier 85e                         | 12     | 15e   | 14 029    | 70 %         |         |
| 20 / 11 / 11  | 14      | FC Sochaux-Montbéliard   | dom. | 2-0      | Grougi 68e Poyet 80e                  | 15     | 13e   | 12 920    | 83 %         |         |
| 26 / 11 / 11  | 15      | LOSC Lille Métropole     | ext. | 2-0      |                                       | 15     | 15e   | 16 760    | 93 %         |         |
| 03 / 12 / 11  | 16      | AS Saint-Etienne         | dom. | 2-2      | Roux 23e 27e                          | 16     | 15e   | 13 789    | 88 %         |         |
| 10 / 12 / 11  | 17      | Stade rennais FC         | ext. | 1-1      | Roux 17e                              | 17     | 16e   | 20 275    | 65 %         |         |
| 17 / 12 / 11  | 18      | AJ Auxerre               | dom. | 1-0      | Grougi 34e                            | 20     | 11e   | 13 677    | 88 %         |         |
| 21 / 12 / 11  | 19      | Toulouse FC              | ext. | 0-0      |                                       | 21     | 12e   | 28 097    | 79 %         |         |
| Matchs Retour |         |                          |      |          |                                       |        |       |           |              |         |
| 14 / 01 / 12  | 20      | OGC Nice                 | dom. | 1-0      | Ben Basat 6e                          | 24     | 11e   | 11 997    | 77 %         |         |
| 28 / 01 / 12  | 21      | Paris Saint-Germain      | dom. | 0-1      |                                       | 24     | 11e   | 14 760    | 95 %         |         |
| 04 / 02 / 12  | 22      | Montpellier HSC          | ext. | 1-0      |                                       | 24     | 11e   | 11 149    | 34 %         |         |
| 11 / 02 / 12  | 23      | Dijon FCO                | dom. | 1-1      | Gentiletti 92e                        | 25     | 14e   | 13 412    | 86 %         |         |
| 18 / 02 / 12  | 24      | AC Ajaccio               | ext. | 0-0      |                                       | 26     | 14e   | 5 663     | 62 %         |         |
| 26 / 02 / 12  | 25      | Olympique de Marseille   | dom. | 1-0      | Baysse 17e                            | 29     | 12e   | 15 096    | 97 %         |         |
| 04 / 03 / 12  | 26      | SM Caen                  | ext. | 0-0      |                                       | 30     | 12e   | 15 027    |              |         |
| 10 / 03 / 12  | 27      | Girondins de Bordeaux    | dom. | 0-2      |                                       | 30     | 12e   | 13 100    |              |         |
| 17 / 03 / 12  | 28      | FC Lorient               | ext. | 2-1      | Ben Basat 11e                         | 30     | 13e   | 15 454    |              |         |
| 24 / 03 / 12  | 29      | AS Nancy-Lorraine        | dom. | 0-1      |                                       | 30     | 16e   | 13 970    |              |         |
| 31 / 03 / 12  | 30      | FC Sochaux-Montbéliard   | ext. | 2-1      | Grougi 3e                             | 30     | 17e   | 17 299    |              |         |
| 07 / 04 / 12  | 31      | LOSC Lille Métropole     | dom. | 3-1      | Daf 5e Grougi 10e (pen.) Alphonse 53e | 33     | 15e   | 12 917    |              |         |
| 15 / 04 / 12  | 32      | AS Saint-Etienne         | ext. | 2-1      | Jemâa 63e                             | 33     | 17e   | 21 028    | 79 %         |         |
| 21 / 04 / 12  | 33      | Stade rennais FC         | dom. | 0-1      |                                       | 33     | 18e   | 14 391    | 92 %         |         |
| 29 / 04 / 12  | 34      | AJ Auxerre               | ext. | 4-0      |                                       | 33     | 18e   | 14 421    |              |         |
| 02 / 05 / 12  | 35      | Toulouse FC              | dom. | 0-0      |                                       | 34     | 18e   | 13 183    |              |         |
| 06 / 05 / 12  | 36      | Olympique lyonnais       | ext. | 1-1      | Lorenzi 75e                           | 35     | 18e   | 31 016    |              |         |
| 13 / 05 / 12  | 37      | Valenciennes FC          | dom. | 1-0      | Grougi 40e                            | 38     | 16e   | 13 615    |              |         |
| 20 / 05 / 12  | 38      | Évian Thonon Gaillard FC | ext. | 0-1      | Jemâa 50e                             | 41     | 15e   |           |              |         |

### Coupe de la Ligue
Le club fait son apparition au stade des 16èmes de finale prévues les mardi 30 et mercredi 31 août 2011.
| Date         | Tour               | Adversaire | Lieu | Résultat | Buteurs Brest | Affluence | %Remplissage | Rapport |
| 31 / 08 / 11 | Seizième de finale | SM Caen    | ext. | 3 - 2    | Roux 13e 80e  |           |              |         |

### Coupe de France
Le club joue la coupe à partir de janvier 2012, lors des 32e de finale.
| Date        | Tour          | Adversaire   | Lieu | Résultat | Buteurs Brest | Affluence | %Remplissage | Rapport |
| 7 / 01 / 12 | 32e de finale | Niort (Nat.) | ext. | 2-0      |               | 8 000     |              |         |

### Matchs amicaux
| Date         | Adversaire                | Lieu          | Résultat | Buteurs Brest               | Affluence | Rapport |
| 03 / 09 / 11 | Real Sociedad (Liga BBVA) | San Sebastián | 1-0      |                             | 7000      |         |
| 12 / 11 / 11 | Stade lavallois (Ligue 2) | Ploërmel      | 3-0      | Touré 12e Ba 51e Micola 53e | 400       |         |
| 03 / 01 / 12 | EA Guingamp (Ligue 2)     | Plabennec     | 2-2      | Touré 54e Soumah 71e        | 1400      |         |

## Meilleurs buteurs

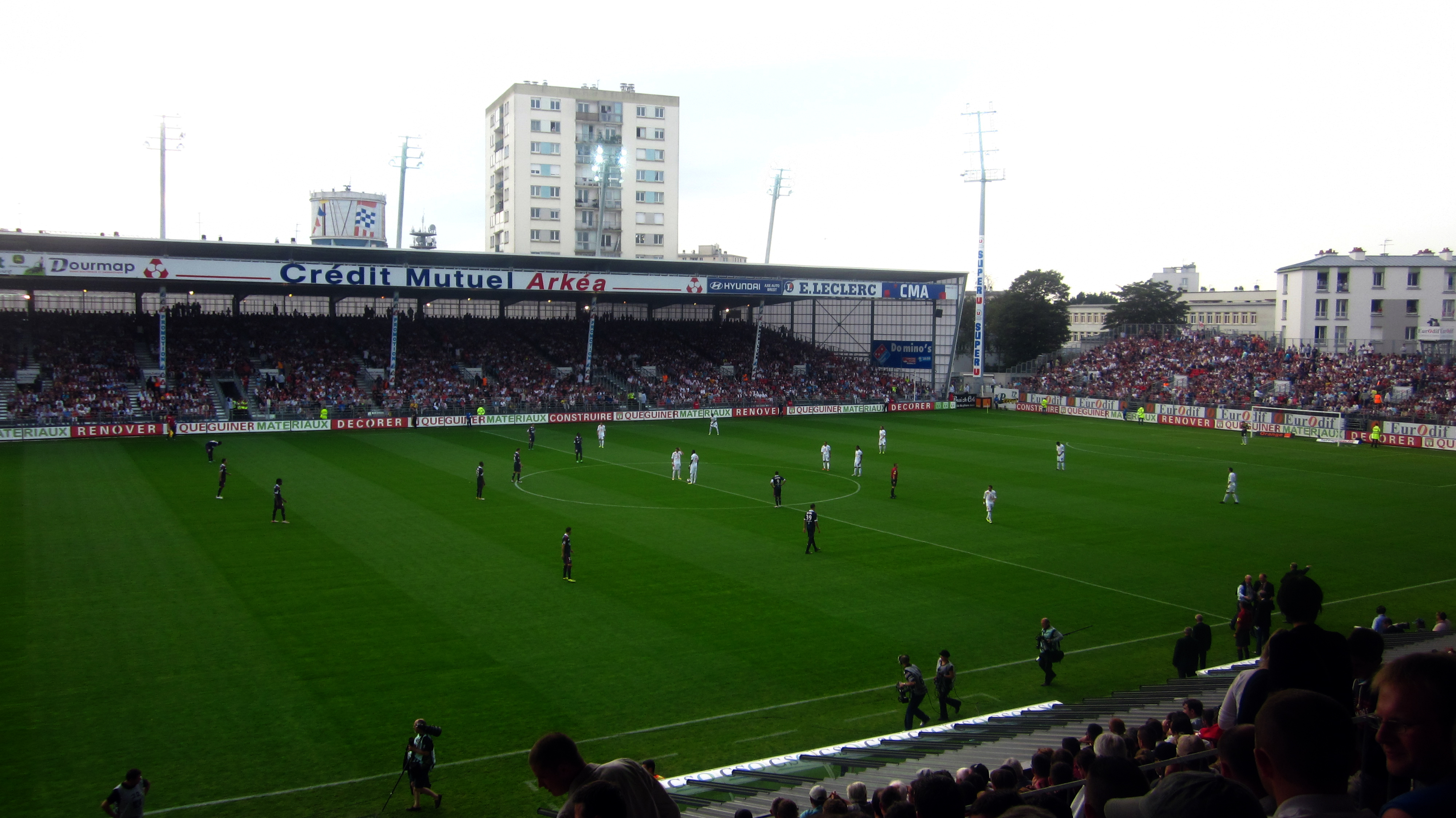
Coup d'envoi de Brest-Lyon le 20 août 2011.

| Position | Nom                 | Buts en L1 | Buts en C.F | Buts en C.L | Total Buts |
| -------- | ------------------- | ---------- | ----------- | ----------- | ---------- |
| 1        | Bruno Grougi        | 9 (4 s.p.) | 0           | 0           | 9          |
| 2        | Nolan Roux          | 4          | 0           | 2           | 6          |
| 3        | Eden Ben Basat      | 4          | 0           | 0           | 4          |
| 4        | Benoît Lesoimier    | 3          | 0           | 0           | 3          |
| 5        | Romain Poyet        | 2          | 0           | 0           | 2          |
|          | Santiago Gentiletti | 2          | 0           | 0           | 2          |
|          | Issam Jemâa         | 2          | 0           | 0           | 2          |
| 8        | Larsen Touré        | 1          | 0           | 0           | 1          |
|          | Paul Baysse         | 1          | 0           | 0           | 1          |
|          | Omar Daf            | 1          | 0           | 0           | 1          |
|          | Alexandre Alphonse  | 1          | 0           | 0           | 1          |
|          | Grégory Lorenzi     | 1          | 0           | 0           | 1          |

## Autres équipes

### CFA 2
CFA 2 Groupe H : 7e / 16
Effectif : Christophe AGOSSOU, Bastien BOULONNOIS, Geoffrey FONTAINE, Lionel HERTU, Mathieu KERVESTIN, Matthieu LE ROUX, Johan MOUNÉ, Adama BA, Arthur DESMAS, José MABUSA, Paul BAUDIN, Steven CRÉAC’H, Anthony GUERRINI, Thibault KÉRIVEL, Dewi LAOT, Benoît MATTE, Victor ROUSSEAU, Antoine CIREFICE, Florian JULIEN.

### U19
Les moins de 19 ans brestois ont atteint les demi-finales de la Coupe Gambardella 2012.
Effectif : Matthieu Kervestin (g), Thomas Lousse, Pierre Germain, Yves-Marie Kerjean (capitaine), Brendan Chardonnet, Andy Pinson, Endhoumou Chanfi, David Cachedon, Francis Longomba, Alexis Garnier, David Perrot, Adama Ba, Florian Julien, Mohammed Trellu, Arthur Desmas (g), Geoffrey Lidouren, Cirefice, Valentin Henry, Rayan Allot, François Prigent Entraîneur : Nicolas Mariller.